# Parc Nacional de Bou Hedma
El Parc Nacional de Bou Hedma o Bouhedma (àrab: الحديقة الوطنية جبل بوهدمة, al-Ḥadīqa al-Waṭaniyya Jabal Bū Hidma o الحديقة الوطنية ببوهدمة, al-Ḥadīqa al-Waṭaniyya bi-Būhidma) és una zona de Tunísia amb qualificació de parc nacional, entre les governacions de Sidi Bou Zid i de Gafsa, situada 85 km a l'est de Gafsa, 25 km al sud-oest de Mazzouna, 10 km al sud de Meknassi i uns 45 km a l'oest de la costa de la mar Mediterrània.
La superfície és de 16.488 hectàrees. Està format per tres zones de protecció integral de la cadena muntanyosa del Djebel Orbata i del Djebel Bou Hedma, amb una altura màxima de 840 metres. Fou creat per decret de 18 de desembre del 1980 i, anteriorment, el 1977, havia estat declarat reserva de la biosfera per la UNESCO.
La flora té unes 486 espècies censades, entre les quals destaquen les gomeres, acàcies i pins. Algunes acàcies són vestigis de l'antiga sabana que va ocupar aquest lloc.
La fauna és diversa i s'hi han reintroduït noves espècies. S'hi troben estruços, antílops, gaseles, guineus, xacals, mangostes, porcs espins, hienes i gats salvatges. Des del 2007 al seu perímetre es troben els aiguamolls coneguts com a Sebkhet Noual. sota la protecció del Conveni de Ramsar.
La font principal n'és la d'Aïn Cherchera, que s'ha arranjat darrerament i avui dia té fins i tot una petita piscifactoria de peixos d'aigua dolça.
El parc té un edifici administratiu i un ecomuseu.
Dins el parc, hi ha un jaciment prehistòric i alguns llocs de culte del Neolític; també hi ha alguna resta de fortaleses del limes romà, tombes amazigues, algunes tombes de marabuts i antigues mines.